# 音楽クイズ・セクションフォー
『音楽クイズ・セクションフォー』（おんがくクイズ セクションフォー）は、東海テレビ、北海道文化放送、サンテレビ、鹿児島テレビの4局で放送された視聴者参加型のクイズ番組。製作局の東海テレビでは1977年4月1日から1978年9月29日まで、毎週金曜 19:00 - 19:30 (JST) に放送。サンテレビでは水曜19:30 - 20:00に放送されていたが、1978年7月19日で打ち切られた。

## 概要
キー局フジテレビ「クイズ・ドレミファドン!」の名古屋版である。毎回2人ペアのチーム×4組の解答者が4つのセクションの音楽クイズに挑戦していた。トップ賞を獲得したチームには、ルックJTB（当時は日本交通公社）で行くハワイ旅行を賭けてのチャレンジクイズ（セクション・フォー・ハワイ旅行パネルクイズ）に挑戦する権利が与えられた。ハワイ旅行達成時には紙吹雪ではなく、解答者席上の得点ランプにある電飾が灯る演出である。
音楽番組も兼ねているため、ゲスト歌手の歌のコーナーもある。
前述の通り、この番組は鹿児島テレビでも放送された。しかし、同じフジテレビ系列局ではあるものの、生活圏上では全く繋がりが無い地方の放送局がなぜ本州中部のこのローカル番組を放送するに至ったのかは不明である。
提供スポンサーは丸栄とビッグジョンであり、丸栄はこの時間枠に於いて以後20年間筆頭スポンサーを続けていた。

## 出演者

### 司会
- 三田明 - 初代司会。
- 野沢那智 - 2代目司会。

### アシスタント
- 吉田真梨